# (9970) 1992 ST1
(9970) 1992 ST1 (1992 ST1, 1959 SC, 1973 TE, 1987 SU19) — астероїд головного поясу, відкритий 26 вересня 1992 року.
Тіссеранів параметр щодо Юпітера — 3,284.